# Dialectos zenati de Argelia Occidental
Los dialectos zenati de Argelia Occidental son un conjunto difuso de lenguas zenati  bereberes habladas en el noroeste de Argelia, al oeste de la capital, Argel.
El grupo argelino occidental de dialectos bereberes incluye al idioma shenwa y al tamazight del Atlas de Blida. El grupo incluye a los dialectos extintos de: Achaacha, At Hlima, Beni Boussaïd, Bethioua, Beni Snous, Marsa Ben M'Hidi, Ouarsenis y Tixerain. para la mayoría de los cuales no tenemos datos lingüísticos.